# Moa
För andra betydelser, se Moa (olika betydelser).
Moa är ett kvinnonamn som kan ha uppstått som en svensk smekform av ordet mor. Det finns inga äldre belägg för namnet, men det kan ha använts som smeknamn för mor istället för dopnamnet när man tilltalade kvinnor, något som var vanligt i det svenska bondessamhället. Jämförelsevis förekommer namnet Modher, 'mor', som ett känt tilltalsnamn i fornsvenskan.
Namnet Moa fick sin spridning genom författaren Moa Martinson, men var fram till och med 1970-talet relativt ovanligt. 1975 fanns det endast 66 personer, unga som gamla, som hette Moa. Namnet har dock stadigt ökat i popularitet och toppen nåddes i slutet av 1990-talet då Moa blev ett av de tio vanligaste förnamnen bland nyfödda. 
Den 31 december 2008 fanns det totalt 14 044 personer i Sverige med namnet Moa, varav 11 962 med det som tilltalsnamn. År 2008 fick 515 flickor namnet som tilltalsnamn, vilket gav namnet en 21:a plats på topp 100-listan över nyfödda.
Namnsdag: 18 november, (1986–1992: 14 mars, 1993–2000: 27 juli). I den finlandssvenska namnsdagslängden har Moa namnsdag 8 februari sedan 2005.

## Personer med namnet Moa
- Moa Elf Karlén, författare och skådespelare
- Moa Gammel, skådespelare
- Moa Herngren, journalist
- Moa Hjelmer, idrottare
- Moa Lignell, artist
- Moa Lundgren, längdskidåkare
- Moa Martinson, författare
- Moa Myrén, skådespelare
- Moa Svan, komiker